# Bydgoski Festiwal Wodny Ster na Bydgoszcz

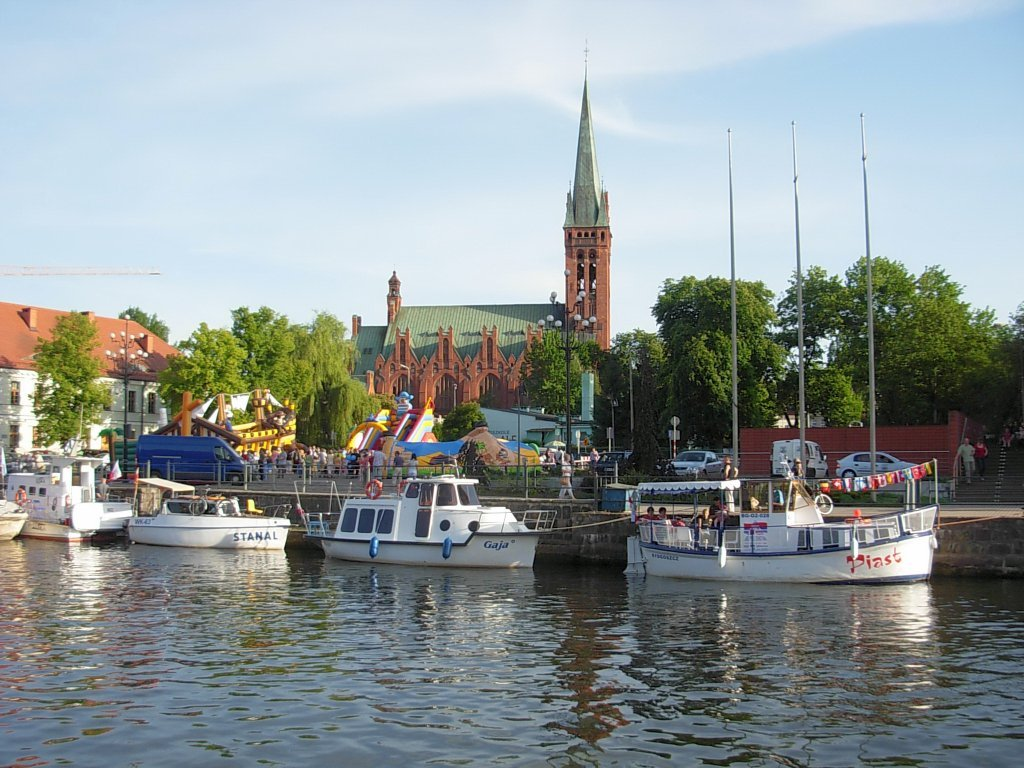
Plac Solny podczas I Bydgoskiego Festiwalu Wodnego w 2008 roku

Bydgoski Festiwal Wodny Ster na Bydgoszcz – cykliczna impreza kulturalno-rozrywkowa odbywająca się w Bydgoszczy, której ideą jest popularyzacja Bydgoskiego Węzła Wodnego oraz turystyki na wodach śródlądowych.  

## Historia
Festiwal po raz pierwszy odbył się w 2008 roku z inicjatywy władz miasta Bydgoszczy. Powstał w celu prezentacji i popularyzacji wodniackich tradycji Bydgoszczy, ukazania niezwykłego związku miasta z rzekami: Brdą, Wisłą i Kanałem Bydgoskim.

## Charakterystyka
Bydgoski Festiwal Wodny ma charakter imprezy masowej, kilkudniowego festynu, podczas którego odbywają się wystawy plenerowe, koncerty muzyczne, festiwale szant, parady łodzi i jachtów oraz pokazy edukacyjne. Imprezie towarzyszą spotkania samorządowców (np. Marszałków Województw położonych na szlaku Międzynarodowej Drogi Wodnej E-70), otwierane nowych obiektów związanych z żeglugą śródlądową (np. marina Gwiazda), regaty żeglarskie Bydgoszcz-Toruń oraz imprezy sportowe.

## Przegląd festiwali
Pierwszy Bydgoski Festiwal Wodny Ster na Bydgoszcz odbył się w dniach 30 maja – 1 czerwca 2008 r. Imprezę prowadził Stanisław Tym. W programie znalazły się m.in.: pochód ulicą Gdańską, Festiwal Szanty nad Brdą na Rybim Rynku, parada łodzi wioślarskich oraz jachtów na Brdzie, pokazy modeli pływających oraz wodnych sportów ekstremalnych,  koncerty muzyczne (zespoły Ptaky i De Mono), pokazy salsy tropical, projekcja filmu „Rejs”, koncert przebojów operetkowych i musicalowych, interdyscyplinarna lekcja muzealna o Kanale Bydgoskim, Regaty Prezydenckie na Wiśle: Toruń – Bydgoszcz, Wioska Piracka dla dzieci, warsztaty żeglarskie, spektakle teatralne i happeningi.
Drugi Bydgoski Festiwal Wodny Ster na Bydgoszcz odbył się w dniach 29-31 maja 2009 r. W programie znalazły się m.in.: wystawa sprzętu wodnego, warsztaty edukacyjne „Życie na barce, Dziecięcy Festiwal Szantowy, parada łodzi, koncerty muzyczne i kabaretowe, pokazy światło-dźwięk „Tańczące fontanny”, Nocny Maraton Kanału Bydgoskiego, zakończenie Flisu Noteckiego Santok-Bydgoszcz i inne.
Trzeci Bydgoski Festiwal Wodny Ster na Bydgoszcz odbył się w dniach 11-13 czerwca 2010 r. Program imprezy był podobny, jak w latach poprzednich. Do nowych elementów należały m.in. Turystyczna Gra Miejska "Poszukiwanie Steru", bezpłatne zwiedzanie muzeów, wystawa starych fotografii „Port Bydgoski” i „Ludzie Kanału Bydgoskiego”, multimedialna prezentacja Zamku Bydgoskiego, pokazy walk rycerskich itd.
Czwarty Bydgoski Festiwal Wodny Ster na Bydgoszcz odbył się w dniach 17-19 czerwca 2011 r. Do nowych elementów imprezy należały m.in. Żywe obrazy – warsztaty budowy łodzi polinezyjskich, rekonstrukcja obrazów marynistycznych, Bydgoska Noc Szantowa, Targi Śródlądowej Turystyki Wodnej, Bydgoska Noc Muzeum, Koncert na Młynówce - improwizacja muzyczna inspirowana utworami Krzysztofa Komedy do filmu Romana Polańskiego, „BydGost – Legendy bydgoskie” - widowisko z cyklu światło i dźwięk z udziałem austriackiego zespołu Drumatical Theatre.
Piąty Bydgoski Festiwal Wodny Ster na Bydgoszcz odbył się w dniach 22-24 czerwca 2012 r. Odbyły się m.in.: budowa największej łodzi na świecie z plastikowych butelek (próba pobicia rekordu Guinnessa), Bieg Mostami Bydgoszczy, Regaty Żeglarskie Związku Miast Nadwiślańskich Toruń-Bydgoszcz, widowisko multimedialne „Tajemnicze oblicza wody”, Bydgoska Noc Muzealna i inne.
Trzynasty Bydgoski Festiwal Wodny Ster na Bydgoszcz odbył się w dniach 25-26 czerwca 2022 r. po rocznej przerwie związanej z pandemią COVID-19. Standardowo odbył się Wielki Wyścig Butelkowy, szereg spotkań z podróżnikami